# Histoires sans paroles
Histoires sans paroles est une émission de télévision, créée par Solange Peter en 1964, programmée le dimanche soir vers 17h30 - 18h sur la première chaîne de l'ORTF, puis sur TF1 dans les années 1970 et 80 et qui présente une sélection de films burlesques en noir et blanc de l'époque héroïque du cinéma muet principalement américain avec notamment Charlie Chaplin, Harold Lloyd, Harry Langdon, productions Mack Sennett, Snub Pollard ou Laurel et Hardy. Ce programme court a parfois servi d'interlude. L'émission prend fin en 1986.
Le célèbre indicatif musical de l'émission est créé par Jean Wiéner en 1964, sur la base d'une musique originale de Joseph M. Daly, intitulée Chicken Reel (en), sa célèbre conclusion, surnommée Shave and a Haircut, est empruntée à divers airs populaires américains du XIXe siècle.